# Gosford House

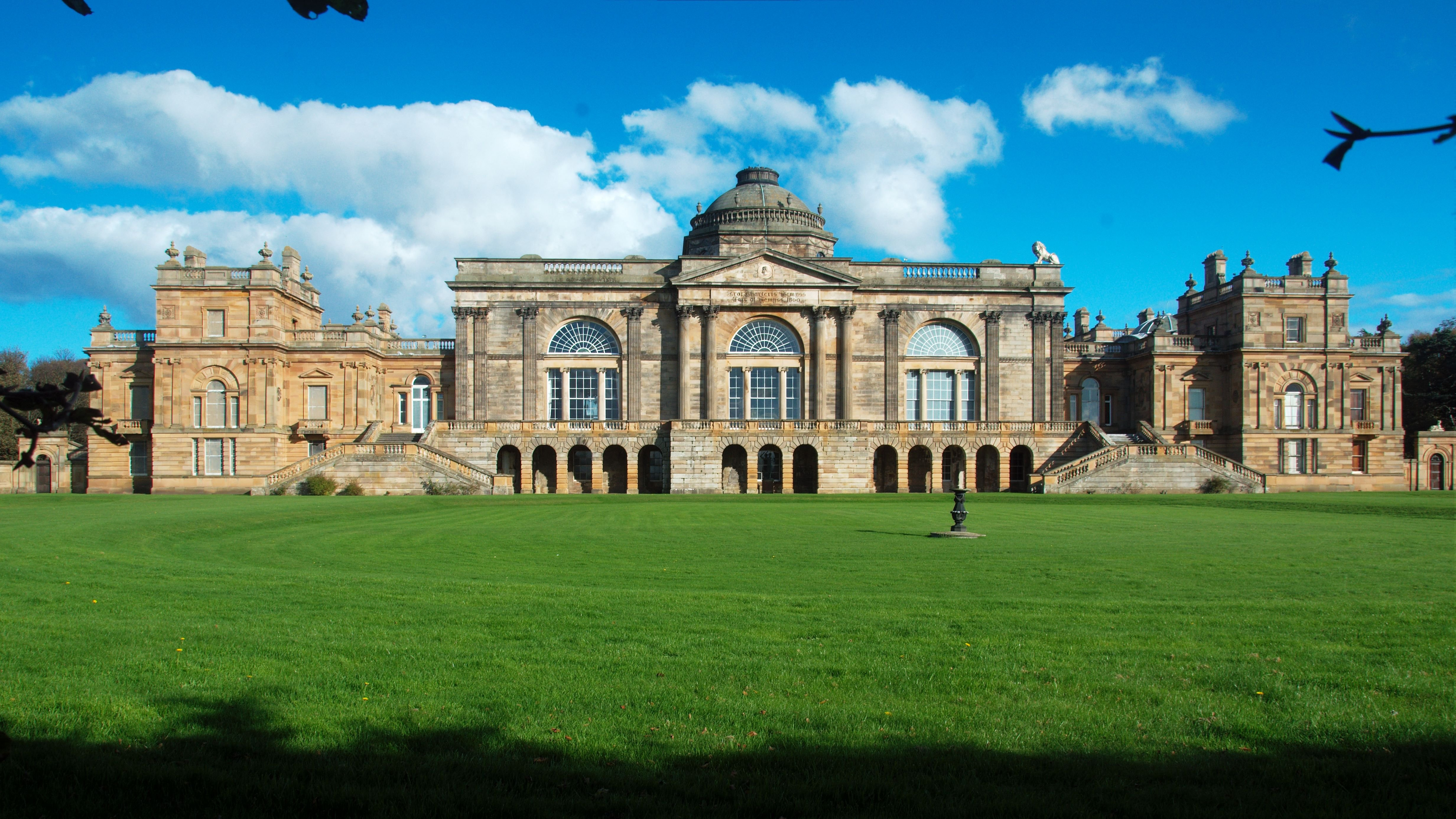
La facciata principale della Gosford House

La Gosford House è una storica residenza in stile neoclassico situata nei dintorni della cittadina scozzese di Longniddry, nel Lothian Orientale: costruita tra la fine del XVIII secolo e gli inizi del XIX secolo su progetto di Robert Adam (1728-1792) e ricostruita nel 1890 su progetto di William Young, fu la dimora della famiglia Charteris, conti di Wemyss e di March.

## Storia
La costruzione dell'edificio iniziò alla fine del XVIII secolo per volere del VII conte di Wemyss. Fu uno degli ultimi edifici progettati da Robert Adam, che morì nel 1792.
Nel 1800, vale a dire 8 anni dopo la morte dell'architetto Robert Adam l'edificio non era ancora completo e lo stesso VIII conte di Wemyss, che non gradiva lo stile di Adam, decise di far demolire l'edificio.
In seguito, nel 1890, il X conte di Wemyss incaricò l'architetto William Young di progettare la ricostruzione dell'edificio.
Durante la seconda guerra mondiale, l'edificio fu occupato dalle truppe britanniche, che nel 1940 diedero fuoco alle stanze del piano centrale.
Nonostante la parziale distruzione, Gosford House fu la residenza principale del XII conte di Wemyss nel corso degli anni cinquanta.

## Architettura
L'edificio è situato a circa 3 km a nord-est di Longniddry e si affaccia sulla Gosford Bay.
Gli interni dell'edificio si caratterizzano in parte per lo stile neoclassico di Adam e in parte per lo stile italiano del progetto successivo.
Tra le stanze principali dell'edificio, figura la Marble Hall, in stile italiano e vittoriano.
Degna di nota è anche la collezione d'arte della Gosford House, in gran parte raccolta dal X conte di Wemyss, che comprende opere di Botticelli, Romanino, Murillo e Rubens.
Nella tenuta circostante, si trovano, tra l'altro, un mausoleo, una casa del ghiaccio, ecc.

## Gosford House nella cultura di massa
- Gosford House fu una delle location del film del 1998, diretto da Don Boyd e con protagonisti Amanda Boyd, John Daszak ed Andrew Greenan,  Lucia[2][3].
- Gosford House fu una delle location del film del 2000, diretto da Terence Davies e con protagonisti Gillian Anderson, Dan Aykroyd, Eleanor Bron, La casa della gioia (The House of Myrth)[2][4].
- Nel 2017 ha funto da location per la tenuta di Helwater per la serie televisiva di Starz, Outlander[5]